# Bó bột
Bó bột chỉnh hình, hay đơn giản là bó bột, (tiếng Anh: orthopedic cast) là một thủ thuật y khoa trong đó sử dụng nhiều lớp băng bằng thạch cao hoặc sợi thủy tinh để cố định chi hoặc bộ phận bị thương, thường là do gãy xương. Bó bột giúp cơ thể phục hồi nhanh hơn và cũng hạn chế những va chạm không đáng có trong quá trình sinh hoạt của bệnh nhân. Phương pháp này có hiệu quả tương tự như thanh nẹp, tùy vào từng trường hợp mà áp dụng.
Băng thạch cao là một loại băng cotton đặc biệt trộn với vữa thạch cao, sẽ cứng lại khi thêm nước. Về mặt vật lý, thạch cao sẽ được nung rồi sau đó được nghiền thành bột mịn. Khi gặp nước, calci sulfat dễ hòa tan trong thạch cao sẽ biến đổi thành dạng khó hòa tan và tỏa nhiệt:
2(CaSO4·{\displaystyle {\tfrac {1}{2}}}H2O) + 3H2O → 2(CaSO4.2H2O) + t°
Sau khi thêm nước khoảng 10 phút, băng bắt đầu đông cứng và ổn định sau khoảng 45 phút, tuy nhiên, lớp bột sẽ cần khoảng 72 giờ để hoàn toàn khô ráo.
Băng bó bằng vật liệu tổng hợp cũng được sử dụng phổ biến với chất liệu thường là sợi thủy tinh tẩm nhựa tổng hợp polyurethane, đôi khi là nhựa nhiệt dẻo. Loại băng này nhẹ và khô nhanh hơn nhiều so với băng thạch cao. Tuy nhiên, thạch cao dễ đúc và tạo cảm giác vừa khít hơn. Ngoài ra, thạch cao thường sẽ mịn hơn nhiều, không làm vướng quần áo hay xước da. Để tháo bột, một loại máy cưa chuyên dụng sẽ được sử dụng để cắt lớp băng.